# Đôi mắt của Đức Phật

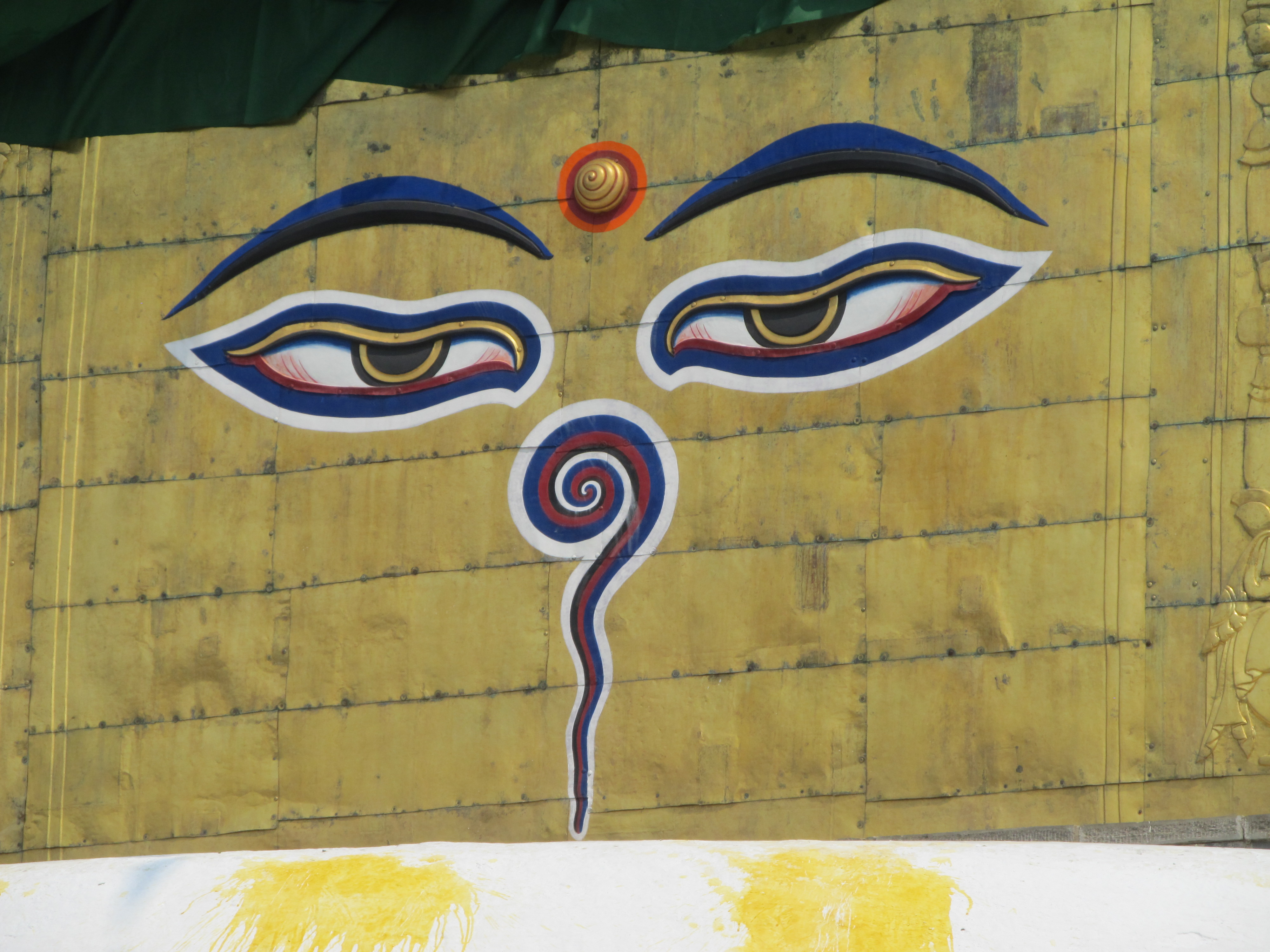
Đôi mắt của Đức Phật trên bảo tháp ở Swayambhunath tại Kathmandu, Nepal

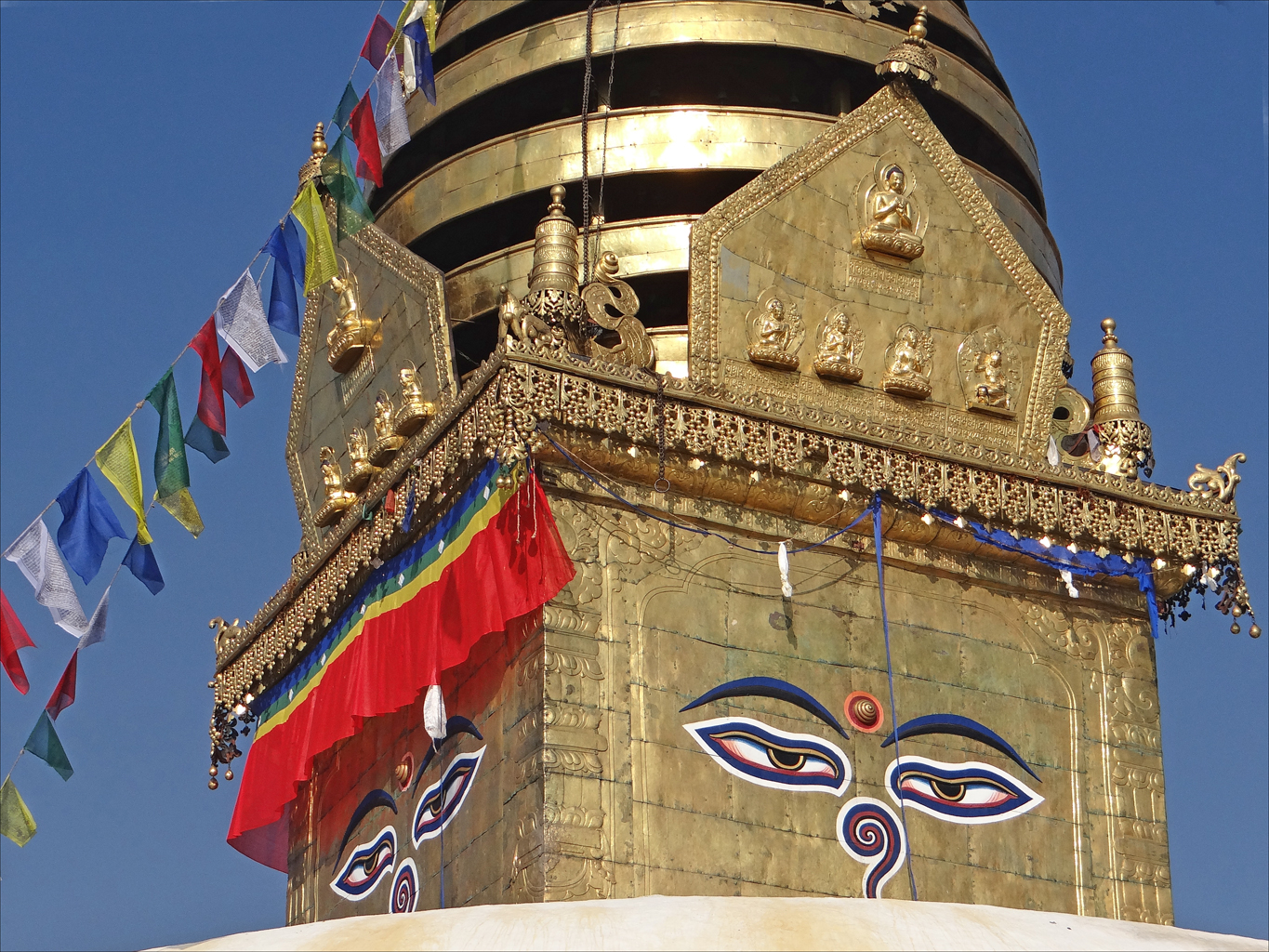
Đôi mắt của Đức Phật trên bảo tháp Swayambhunath

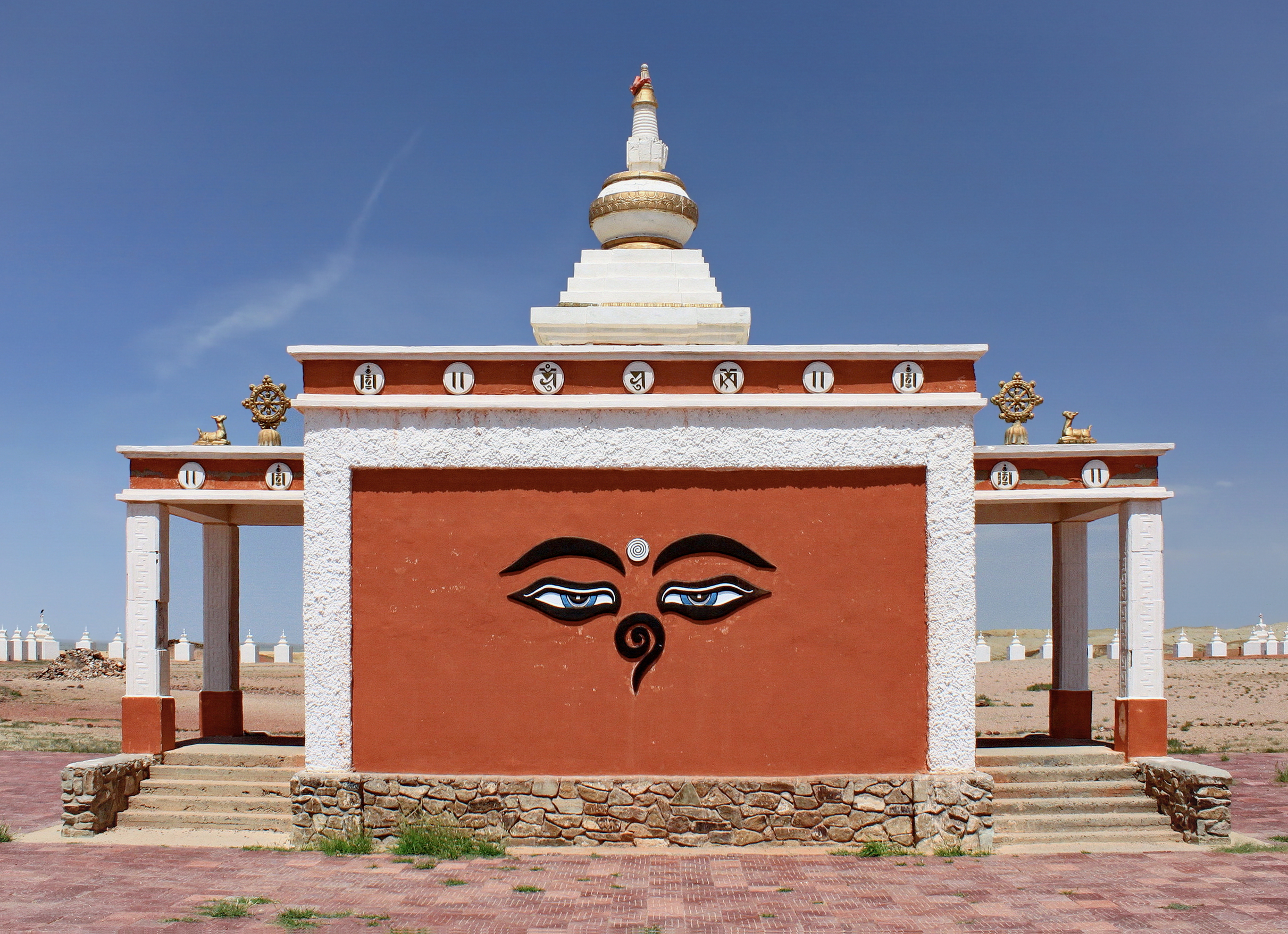
Đôi mắt của Đức Phật được trang trí trên một Bảo tháp ở sa mạc Gobi thuộc tỉnh Dornogovi của Mông Cổ

Đôi mắt của Đức Phật (còn được gọi là Đôi mắt Phật hoặc Đôi mắt trí tuệ) là một biểu tượng được sử dụng trong nghệ thuật Phật giáo. Biểu tượng mô tả hai con mắt khép hờ, phong cách này đôi khi được gọi là Kim cang kiến (tiếng Phạn: Vajradrsti). Ở giữa và phía trên mắt một chút là một vòng tròn hoặc hình xoắn ốc tượng trưng cho bạch hào, một trong 32 tướng tốt của bậc đại nhân (tiếng Phạn: Mahāpuruṣalakṣaṇa) trong Phật giáo. Ngay bên dưới bạch hào là một biểu tượng xoăn được cách điệu thành १, đại diện cho số một trong các chữ số Devanagari. Biểu tượng xoăn tượng trưng cho mũi hoặc ngọn lửa thần thánh phát ra từ bạch hào ở bên trên, tượng trưng cho sự thống nhất.
Biểu tượng Đôi mắt của Đức Phật đại diện cho đôi mắt nhìn thấy mọi thứ của Đức Phật, hoặc đôi khi cụ thể hơn tượng trưng cho đôi mắt của Phổ Hiền Vương Như Lai.

## Trên bảo tháp
Đôi mắt của Đức Phật được vẽ trên các phần trên của nhiều bảo tháp theo phong cách Tây Tạng, hầu hết bảo tháp trên khắp đất nước Nepal. Biểu tượng được vẽ trên cả bốn mặt của khối lập phương trên đỉnh bảo tháp nhằm tượng trưng cho trí tuệ của Đức Phật nhìn thấy vạn vật ở cả bốn phương. Hai trong số những ví dụ nổi tiếng nhất là các bảo tháp lịch sử ở Swayambhunath và Boudhanath, cả hai đều nằm trong số bảy di tích Thung lũng Kathmandu được UNESCO công nhận, nằm ở Kathmandu, Nepal.

## Các mục đích sử dụng khác
Tương tự như mục đích sử dụng biểu tượng đôi mắt trên các bảo tháp, biểu tượng này cũng được vẽ phần trên của nhiều đài tưởng niệm. Biểu tượng đôi khi được khắc trên đá mani cùng với thần chú tiếng Phạn Om mani padme hum như một hình thức cầu nguyện trong Phật giáo Tây Tạng.
Đôi mắt của Đức Phật được vẽ trên silo chứa kính vạn hoa lớn nhất thế giới, Kính vạn hoa Kaatskill ở ngôi làng Mount Tremper, New York.